# 博皮 (塔恩-加龙省)
博皮（法語：Beaupuy，法語發音：[bopɥi]）是法国奧克西塔尼大區塔恩-加龙省的一个市镇，属于蒙托邦区。

## 地理
博皮（43°49'15"N, 1°7'3"E）面积11.81 平方千米，位于法国奧克西塔尼大區塔恩-加龙省，该省份为法国西南部内陆省份，北起顺时针与洛特省、阿韦龙省、塔恩省、上加龙省、热尔省和洛特-加龙省接壤。
与博皮接壤的市镇（或旧市镇、城区）包括：布亚克、勒比尔戈、拉格罗莱圣尼古拉、萨沃内斯。

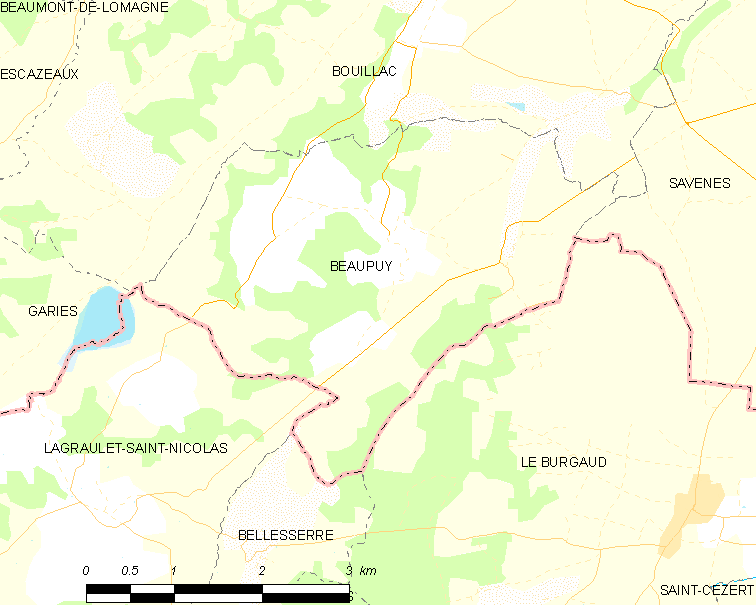
的OSM定位图

博皮的时区为UTC+01:00、UTC+02:00（夏令时）。

## 行政
博皮的邮政编码为82600，INSEE市镇编码为82014。

## 政治
博皮所属的省级选区为加龙河畔凡尔登县。

## 人口

1962-2008年间人口变化图示

博皮于2022年1月1日时的人口数量为274人。